# Cumberland County (Illinois)
Cumberland County is een county in de Amerikaanse staat Illinois.
De county heeft een landoppervlakte van 896 km² en telt 11.253 inwoners (volkstelling 2000). De hoofdplaats is Toledo.

## Bevolkingsontwikkeling

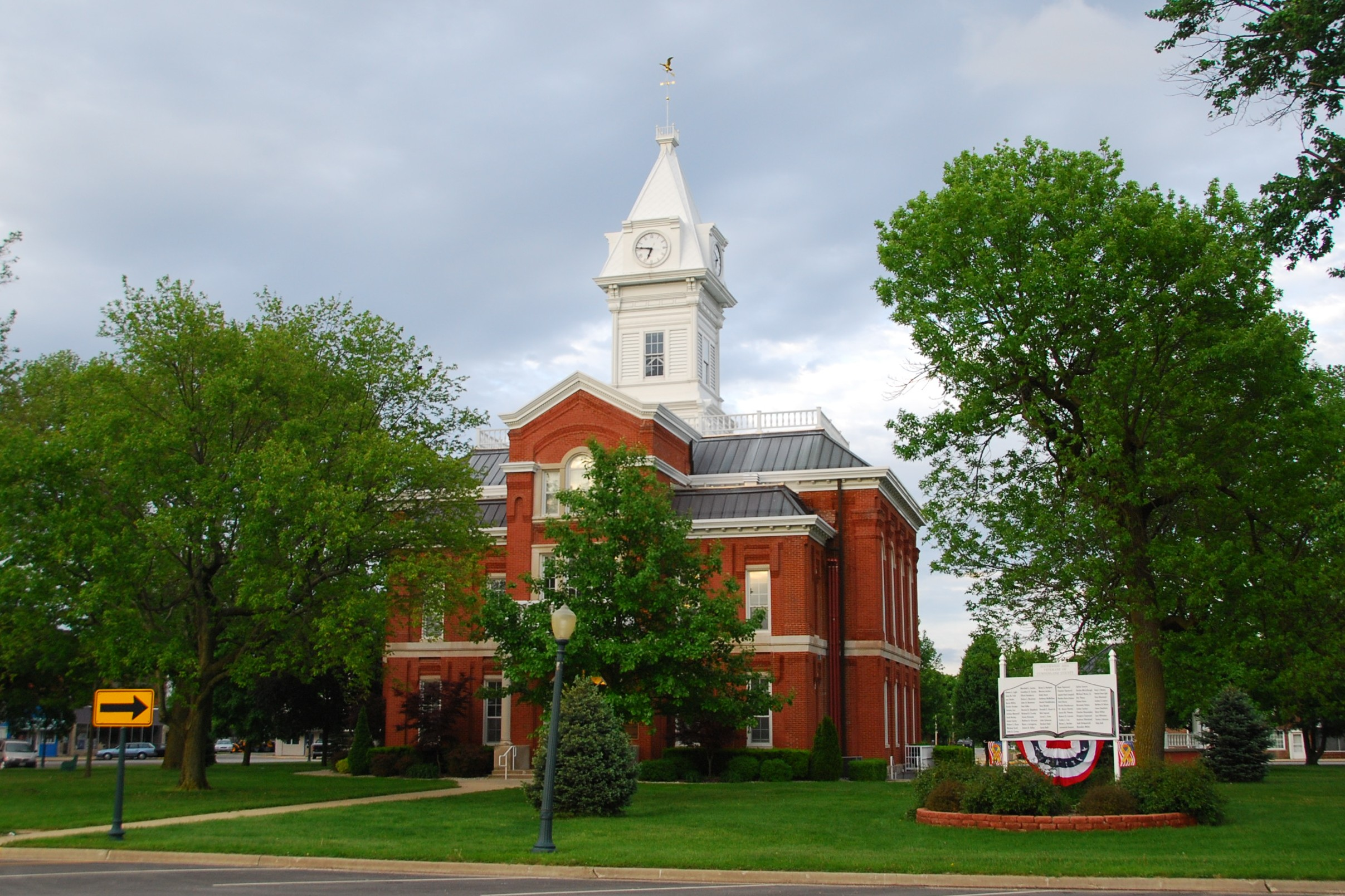
Cumberland County Courthouse